# Bograd
Bograd (ros. Боград) – wieś (sieło) w Rosji, w Chakasji, ośrodek administracyjny rejonu bogradzkiego. W 2010 liczyła 4670 mieszkańców.